# Ella Holmegård
Ella Holmegård (28 de septiembre de 2000) es una deportista sueca que compite en ciclismo de montaña en la disciplina de campo a través. Ganó dos medallas en el Campeonato Mundial de Ciclismo por Eliminación, en los años 2017 y 2022.

## Medallero internacional
| Campeonato Mundial | Campeonato Mundial | Campeonato Mundial | Campeonato Mundial |
| Año                | Lugar              | Medalla            | Competición        |
| ------------------ | ------------------ | ------------------ | ------------------ |
| 2017               | Chengdu (China)    | Medalla de plata   | Eliminación        |
| 2022               | Barcelona (España) | Medalla de bronce  | Eliminación        |